# Catherine Poirot
Catherine Yvonne Madeleine Poirot, nach Heirat Catherine Yvonne Madeleine Sérandour (* 9. April 1963 in Tours), ist eine ehemalige französische Schwimmerin. Sie gewann 1984 eine olympische Bronzemedaille.

## Leben
Catherine Poirot schied bei den Weltmeisterschaften 1978 in West-Berlin sowohl über 100 Meter Brust als auch über 200 Meter Brust in den Vorläufen aus. Im Jahr darauf belegte sie bei den Mittelmeerspielen 1979 in Split den vierten Platz über 100 Meter Brust und den dritten Platz über 200 Meter Brust. Sie war dabei jeweils die zweitbeste Französin hinter Annick de Susini, die auch in der 4-mal-100-Meter-Lagenstaffel antrat. Bei den Olympischen Spielen 1980 in Moskau verfehlte Poirot als Zehntschnellste der Vorläufe über 100 Meter Brust den Finaleinzug.
1983 belegte Catherine Poirot bei den Mittelmeerspielen in Casablanca über 100 Meter Brust den zweiten Platz hinter der Italienerin Sabrina Seminatore. In der Lagenstaffel siegten die Italienerinnen vor den Französinnen. Im Jahr darauf erreichte Poirot bei den olympischen Schwimmwettbewerben 1984 in Los Angeles das Finale als Vorlaufschnellste in 1:10,69 Minuten. Im Endlauf gewann die Niederländerin Petra van Staveren vor der Kanadierin Anne Ottenbrite. In 1:10,70 belegte Catherine Poirot den dritten Platz mit nur einer Hundertstelsekunde Rückstand auf Anne Ottenbrite.
Die 1,75 Meter große Catherine Poirot schwamm für den Club des Nageurs de Paris und für CJF Fleury-les-Aubrais. 1997 wurde sie für 16 Jahre Leistungssport mit der Ernennung zum Chevalier des Ordre national du Mérite geehrt. Sie war bis zu seinem Tod 2009 mit dem Sportfunktionär Henri Sérandour verheiratet, der von 2000 bis 2007 Mitglied des IOC war. Sérandour wurde 2006 beschuldigt, dass er bei einer Auftragsvergabe des Französischen Olympischen Komitees die Firma bevorzugt habe, in der seine Frau beschäftigt war.